# الرجل الذي يضحك (فلم)
الرجل الذي يضحك (بالإنجليزية: The Man Who Laughs) هو فيلم دراما رومانسي أمريكي صامت صدر عام 1928 من إخراج المخرج التعبيري الألماني باول ليني. الفيلم مقتبس من رواية فكتور هوغو الصادرة عام 1869 والتي تحمل نفس الاسم، ومن بطولة ماري فيلبين في دور العمياء ديا وكونراد فايت في دور غوينبلين. يشتهر الفيلم بالابتسامة البشعة على وجه شخصية غوينبلين، والتي غالبًا ما تؤدي إلى تصنيفه على أنه فيلم رعب. صرح الناقد السينمائي روجر إيبرت أن «الرجل الذي يضحك هو ميلودراما، وفي بعض الأحيان يكون فيلم متعنتر، ولكنه غارق في الكآبة التعبيرية لدرجة أنه يميل ليكون فيلم رعب».
الرجل الذي يضحك هو ميلودراما رومانسية تشبه أفلام مثل أحدب نوتردام. كان الفيلم واحدًا من أقدم أفلام يونيفرسال بيكشرز التي انتقلت من الأفلام الصامتة إلى الأفلام الصوتية باستخدام نظام الصوت موفيتون الذي قدمه ويليام فوكس. اكتمل الفيلم في أغسطس 1927 ولكن كان من المقرر إطلاقه في أكتوبر 1928 بمؤثرات صوتية وموسيقى تصويرية تضمنت أغنية «عندما يأتي الحب سارقًا».

## القصة
في إنجلترا في أواخر القرن السابع عشر، يبلغ مرافق المحكمة باركيلفيدرو الملك جيمس الثاني بأنهم قد اعتقلوا اللورد كلانتشارلي، النبيل المنفي الذي عاد لاستعادة ابنه الصغير غوينبلين. يخبر الملك اللورد كلانتشارلي أنه تم نحت ابتسامة على وجه الصبي من قبل هاردكوانون، جراح من قبيلة كومبراتشيكو. يتم إعدام اللورد كلانتشارلي في آلة العذراء الحديدية.
بعد وقت قصير من ذلك، يصدر الملك مرسومًا يطرد بموجبه جميع أفراد قبيلة كومبراتشيكو من إنجلترا. تستعد مجموعة من أفراد القبيلة للمغادرة من إنجلترا، تاركة الصبي غوينبلين وحيدًا. يقاتل الصبي من خلال عاصفة ثلجية وينقذ طفلة صغيرة فقدت والدتها جراء تجمدها حتى الموت. يتم استقبالهم من قبل أورسوس، فيلسوف وعرضي يتجول في القرى، وذلك برفقة ذئبه الأليف هومو. يدرك أورسوس أن الفتاة الصغيرة التي أطلقوا عليها اسم ديا عمياء.
سنوات لاحقًا، يسافر غوينبلين وديا، اللذان أصبحا بالغين وقد وقعا في حب بعضهما، عبر الريف مع أورسوس، حيث يقومون بأداء مسرحيات كتبها لهم أورسوس. اشتهر غوينبلين بابتسامته المتجمدة وأصبح معروفًا باسم «الرجل الضاحك»، ولكنه يشعر بالعار العميق بسبب تشوهه، ويعتقد أنه لا يستحق حب ديا. يتعرف هاردكوانون على غوينبلين في معرض ساوثوارك ويُرسل رسالة إلى دوقة جوزيانا، تُعاكسها باركيلفيدرو الذي أصبح وكيلًا مؤثرًا في المحكمة. تدعي الرسالة معرفة بوجود وريث حي لممتلكات اللورد كلانتشارلي - التي تحتلها حاليًا الدوقة - وتقترح أن تدفع لهاردكوانون مقابل الصمت. يعرض باركيلفيدرو الرسالة على الملكة آن، وتُرسل قواته لاحتجاز هاردكوانون في سجن تشاثام لتعريته للتعذيب. تُرسل دوقة جوزيانا إلى المحكمة الملكية بعد تهربها من واجباتها في البلاط الملكي. يجد لورد ديري-موير، خطيب الدوقة، الدوقة تمارس الرذيلة بجرأة مع الرجال المحليين في معرض ساوثوارك. تندلع مشاجرة، وتترك المكان متوجهة إلى قصر كنسينغتون.
من شرفة القصر، تراقب الدوقة عرض غوينبلين في المعرض وتشعر في الوقت نفسه بالإثارة الجنسية والاشمئزاز من تشوهه. يُسلّمه لها رسول مذكرة ترتب لقائهما منتصف الليل، وبينما هو متردد في مشاعره تجاه ديا، يختبئ بعيدًا عن القافلة تلك الليلة. يسمع تركه من قبل ديا المشغولة بالقلق والحزن، والتي تجد الرسالة. يتوجه غوينبلين إلى ممتلكات الدوقة، حيث تحاول إغراؤه، لكنها تتعرض للمقاطعة بسبب إصدار إعلان يبلغها بأن غوينبلين هو وريث اللورد كلانتشارلي وأن الملكة قررت أن تزوج الدوقة منه، مما يشرع في تشريع ملكي لاحتلالها لممتلكات اللورد كلانتشارلي الراحلة، وبالفعل تم إلغاء خطبتها من لورد ديري-موير. تبدأ الدوقة في الضحك، مما يجعل غوينبلين يهرب، مكسورًا مرة أخرى بسبب السخرية.
يعود غوينبلين إلى المنزل ويستخرج رسالة الدوقة التي تحملها ديا في يديها وهي نائمة. يمزق الرسالة إلى قطع قبل أن ينهار من الشعور بالذنب. تستيقظ ديا، مرتاحة لاكتشاف عودته. يرشدها إلى تلمس ابتسامته للمرة الأولى، وهي تطمئنه بأن الله جعلها عمياء حتى ترى فقط غوينبلين الحقيقي. تصل قوات الحراس لاعتقال غوينبلين، ويتم نقله إلى سجن تشاثام. عندما تخرج قوات الحراس من السجن وتحمل نعش هاردكوانون، يستنتج أورسوس بشكل خاطئ أن جوينبلاين قد تم تنفيذ حكم الإعدام بحقه. يصل باركيلفيدرو ليبلغ أورسوس بأنه تم طرده من إنجلترا ويكذب له بقسوة بأن «المحتال الضاحك» قد مات. تسمع ديا هذا من المسرح وتفقد وعيها من الصدمة.
يتم الإفراج عن غوينبلين من السجن ويتم تعيينه نبيلًا في مجلس اللوردات. في اليوم التالي، يتم إحضاره إلى لندن لمراسم تقديمه من قبل باركيلفيدرو في نفس الوقت الذي يتوجه فيه أورسوس وديا إلى مرسى نهر التمز لمغادرة البلاد. تعلق عجلات مركبتهما ويقود ذئب أورسوس الأليف هومو ديا إلى مجلس اللوردات. ينزعج الأعضاء النبلاء من أن شخصًا يعتقدون أنه مهرج قد انضم إلى صفوفهم. يتم تقديم غوينبلين للملكة آن، التي تصدر مرسومًا بأن غوينبلين سيتزوج الدوقة. يقوم لورد ديري-موير بإحضار ديا إلى الداخل، ولكنها يتم خداعها للعودة إلى الخارج من قبل باركيلفيدرو ويتم إحضارها إلى أورسوس. مستاء من سخرية الأعضاء النبلاء، يتنصل غوينبلين من منصبه النبيل ويرفض الزواج من الدوقة. يهرب من الحراس ويجري عبر الشوارع، ليجد عرضه قد تم إغلاقه. يتوجه غوينبلين إلى المرسى عندما يعلم أن ديا وأورسوس تم أمرهما بمغادرة إنجلترا، وينجح في الهرب من رجال باركيلفيدرو بمساعدة القرويين. عندما يصل إلى المرسى، يُسمع صراخ غوينبلين وهو يتمزق من قبل هومو، الذي يقفز من السفينة ويسبح نحوه. يعتدي الكلب الذئب على حارس كان على وشك مهاجمة غوينبلين. يتم سحبهم إلى السفينة. يتم لقاء غوينبلين مع أورسوس وديا، ويبحرون معًا بعيدًا.

## طاقم التمثيل
- ماري فيلبين في دور ديا
- كونراد فايت في دور غوينبلين
- براندون هيرست في دور باركيلفيدرو
- تشيزاري جرافينا في دور أورسوس
- أولغا باكلانوفا في دور الدوقة جوزيانا
- ستيوارت هولمز في دور اللورد ديري-موير
- جوزفين كرويل في دور الملكة آن
- جورج سيغمان في دور دكتور هاردكوانون
- سام دي غراسي في دور الملك جيمس الثاني

فايت كان له أيضًا دور مزدوج مثل اللورد كلانشارلي والد غوينبلين. ظهر العديد من الممثلين المهمين في عصر الصمت في أدوار ثانوية أو غير معتمدة، بما في ذلك دارسي كوريغان، توربن ماير، إدغار نورتن، نيك دي رويز، فرانك بوليا، وتشارلز بافي. لعب زيمبو، وهو كلب راع ألماني، دور ذئب أورسوس الأليف، وهو هومو (واسمه كناية على العبارة اللاتينية «الإنسان للإنسان ذئب»).

## وصلات خارجية
- الرجل الذي يضحك على موقع IMDb (الإنجليزية)
- الرجل الذي يضحك على موقع روتن توميتوز (الإنجليزية)
- الرجل الذي يضحك على موقع نتفليكس (الإنجليزية)
- الرجل الذي يضحك على موقع Turner Classic Movies (الإنجليزية)
- الرجل الذي يضحك على موقع أول موفي (الإنجليزية)
- الرجل الذي يضحك على موقع فيلمافينيتي (الإسبانية)
- الرجل الذي يضحك على موقع قاعدة بيانات الفيلم (الإنجليزية)
- الرجل الذي يضحك على موقع ليتربوكسد (الإنجليزية)
- الرجل الذي يضحك على موقع كينوبويسك (الروسية)